# 钦州故城遗址
钦州故城遗址，位于中国广西壮族自治区灵山县旧州公社，为一个省级文物保护单位，类型为古遗址，为第二批广西壮族自治区文物保护单位，公布时间为1981年8月25日。
钦州故城遗址的历史年代为隋～宋。